# Blindia martinii
Blindia martinii är en bladmossart som beskrevs av George Osborne King Sainsbury 1949. Blindia martinii ingår i släktet blindior, och familjen Seligeriaceae. Inga underarter finns listade i Catalogue of Life.